# Micaria constricta
Micaria constricta är en spindelart som beskrevs av James Henry Emerton 1894. Micaria constricta ingår i släktet Micaria och familjen plattbuksspindlar. Inga underarter finns listade i Catalogue of Life.